# Leonardo Kalil Abdala
Leonardo Kalil Abdala, genannt Kalil (* 10. April 1996 in Rio de Janeiro), ist ein brasilianischer Fußballspieler.

## Karriere
Kalil erhielt seine fußballerische Ausbildung beim Criciúma EC. Hier schaffte er 2014 auch den Sprung in den Profikader. Am 20. November 2014 spielte er in der Série A gegen den EC Bahia, wo er in der 70. Minute eingewechselt wurde. Im Zuge der Saison 2015 kam der Spieler zu zehn weiteren Einsätzen in der ersten Mannschaft bei verschiedenen Wettbewerben, davon in der Série B zwei. Anfang 2016 hatte der Spieler seinen letzten Einsatz für den Criciúma EC in der Primeira Liga do Brasil 2016. Danach wechselte auf Basis eines Leihgeschäftes zum Albirex Niigata nach Japan. Am Ende der Leihe kehrte Kalil zu Criciúma zurück und spielte in der Saison 2017 wieder für den Klub. Nachdem Kalil auch 2018 über die Rolle eines Reservespieler, zwölf Einsätze davon elf von der Bank, wechselte er zum União EC. Auch in der Folge konnte nicht länger bei einem Klub verweilen, so spielte er 2020 mit AA Portuguesa (SP) in der Série A2 der Staatsmeisterschaft von São Paulo und mit Oeste FC in der Série B 2020. Bei dem Klub blieb er auch noch 2021.
2022 wechselte Kalil zum IF São Joseense aus São José dos Pinhais. Nach den Spielen um die Staatsmeisterschaft von Paraná, verlieh ihn der Klub zur Austragung der nationalen Meisterschaft in der Série B 2022 an den Operário Ferroviário EC. In die Saison 2023 startete der Spieler beim Bucheon FC 1995 aus der K League 2 in Südkorea. Im Zuge der laufenden Saison wechselte er zum Gyeongju FC in die K3 League.